# Episodi di Be Cool, Scooby-Doo! (seconda stagione)
La seconda stagione della serie animata Be Cool, Scooby-Doo! va in onda in Australia dal 20 marzo 2017 sul canale Cartoon Network e resta inedita negli Stati Uniti d'America dove il canale di trasmissione ha preso una pausa indefinita non ufficiale non rendendo nota alcuna notizia sul proseguimento dello show.
In Italia la serie viene trasmessa in anteprima l'8 giugno 2017 sul canale satellitare Boomerang +1, il quale, in occasione del 60º anniversario dalla nascita di Hanna-Barbera si trasforma in un canale pop-up dedicato a Scooby-Doo. Nuovi episodi della serie vanno in onda tutti i giorni fino al 18 giugno. I titoli dall'episodio 37 a 41 e le rispettive trame erano in programma per il mese di giugno ma per motivi sconosciuti la messa in onda venne slittata a settembre. Così come per l'episodio 33.
| Nº | Nº | Titolo                                      | Titolo originale                   | Prima TV Mondiale | Prima TV Italia                                           |
| -- | -- | ------------------------------------------- | ---------------------------------- | ----------------- | --------------------------------------------------------- |
| 27 | 1  | Lo squalo che cammina                       | Some Fred Time                     | 20 marzo 2017     | 8 giugno 2017                                             |
| 28 | 2  | Il lupo mannaro                             | There Wolf                         | 21 marzo 2017     | 8 giugno 2017                                             |
| 29 | 3  | Il giullare di corte                        | Renn Scare                         | 19 maggio 2017    | 9 giugno 2017                                             |
| 30 | 4  | Il vampiro nel castello                     | How to Train Your Coward           | 26 maggio 2017    | 9 giugno 2017                                             |
| 31 | 5  | La mostra canina                            | Worst in Show                      | 1º giugno 2017    | 10 giugno 2017                                            |
| 32 | 6  | Misteri sul Disorient Express               | Mysteries on the Disorient Express | 2 giugno 2017     | 10 giugno 2017                                            |
| 33 | 7  | Dolcetto o streghetta                       | Halloween                          | 12 agosto 2017    | 27 giugno 2017                                            |
| 34 | 8  | La maledizione del Kaniaku                  | The Curse of Kaniaku               | 5 giugno 2017     | 11 giugno 2017                                            |
| 35 | 9  | L'arte del fantasma                         | Vote Velma                         | 6 giugno 2017     | 11 giugno 2017                                            |
| 36 | 10 | Mistero di Natale                           | Scroogey Doo                       | 7 luglio 2017     | 12 ottobre 2017                                           |
| 37 | 11 | Nello spazio                                | In Space                           | 7 giugno 2017     | 4 settembre 2017                                          |
| 38 | 12 | Non disturbare                              | Doo Not Disturb                    | 8 giugno 2017     | 5 settembre 2017                                          |
| 39 | 13 | Un film da urlo                             | Silver Scream                      | 9 giugno 2017     | 6 settembre 2017                                          |
| 40 | 14 | Il club di maghi                            | Fright of Hand                     | 12 giugno 2017    | 7 settembre 2017                                          |
| 41 | 15 | L'attacco di Aracne                         | Greece is the Word                 | 13 giugno 2017    | 8 settembre 2017                                          |
| 42 | 16 | L'ospedale abbandonato                      | American Goth                      | 19 luglio 2017    | 5 dicembre 2017                                           |
| 43 | 17 | Omelette per sempre                         | Omelettes are Forever              | 20 luglio 2017    | 6 dicembre 2017                                           |
| 44 | 18 | Un fantasma nella Mystery Machine           | Ghost in the Mystery Machine       | 21 luglio 2017    | 31 ottobre 2017                                           |
| 45 | 19 | L'uomo delle nevi                           | Naughty or Ice                     | 22 luglio 2017    | 8 dicembre 2017                                           |
| 46 | 20 | La notte degli orribili pantaloncini        | Night of the Upsetting Shorts      | 23 luglio 2017    | 9 dicembre 2017                                           |
| 47 | 21 | Una vecchia conoscenza                      | Junkyard Dog                       | 24 luglio 2017    | 10 dicembre 2017                                          |
| 48 | 22 | Realtà virtuale                             | Protein Titans 2                   | 25 luglio 2017    | 11 dicembre 2017                                          |
| 49 | 23 | La città delle streghe                      | World of Witchcraft                | 26 luglio 2017    | 12 dicembre 2017                                          |
| 50 | 24 | Il cucciolo è mio                           | Pizza O'Possum's                   | 13 novembre 2017  | 2017 o 2018, in seguito replica su Boing il 6 aprile 2021 |
| 50 | 24 | Il tesoro di Mezzabarba                     | The Curse of Half-Beard's Booty    | 13 novembre 2017  | 2017 o 2018, in seguito replica su Boing il 6 aprile 2021 |
| 51 | 25 | Il mistero del professor Huh? - Prima Parte | Professor Huh? (Part 1)            | 14 settembre 2017 | 13 dicembre 2017                                          |
| 52 | 26 | Il mistero del professor Huh? - Parte 6¾    | Professor Huh? (Part 6¾)           | 15 settembre 2017 | 14 dicembre 2017                                          |

## Lo squalo che cammina
Fred si stanca di risolvere misteri e, per farlo riposare, la gang decide di portarlo alla casa al mare di Daphne, di fronte a quella dell'attore Jack Langdale. Tuttavia, uno squalo bizzarro intralcia la vacanza.
- Mostro: squalo Pinnafoot

## Il lupo mannaro
Scooby sta poco bene e la gang lo accompagna alla clinica veterinaria per farlo controllare. Una volta arrivati lì, trovano un lupo mannaro che spaventa il personale.
- Mostro: lupo mannaro

## Il giullare di corte
Velma porta i suoi amici alla Fiera del Rinascimento di Farmville dell'Ovest, una fiera interamente basata sull'autenticità. Però un fantasma-giullare vuole rovinare la sera del banchetto.
- Mostro: giullare fantasma

## Il vampiro nel castello
Shaggy e Scooby decidono di mollare la squadra, ma prima di andare via scelgono due sostituti e li addestrano a prendere il loro posto. Intanto, la gang visita un castello che sembra infestato da un vampiro.
- Mostro: vampiro

## La mostra canina
Fred iscrive Scooby ad una gara canina a New York per risolvere un mistero. Daphne decide di essere la sua addestratrice e Velma e Shaggy si nascondono tra gli spettatori in cerca di indizi.
- Mostro: cane mostro

## Misteri sul Disorient Express
La gang di Scooby si ritrova a dover fronteggiare otto mostri internazionali saliti sull'Orient Express in cerca di un microchip.
- Mostro:diversi mostri

## Dolcetto o streghetta
Una donna troppo brusca, nauseata dallo sfruttamento commerciale di Halloween, vuole cancellare la festa per riportarla a una dimensione storica, travestendosi da strega e spaventando i bambini.
- Mostro: strega Baba Yaga

## La maledizione del Kaniaku
I nostri arrivano a Tokyo per partecipare a una festa e scoprono che in Giappone Velma ha molto fama, al punto tale che si vestono tutti come lei. Ma la vacanza viene interrotta dal granchio Kaniaku.
- Mostro: Kaniaku

## L'arte del fantasma
Un paese viene infestato da un fantasma che impedisce l'elezione di un nuovo sindaco. Velma si candida apposta per chiarire il mistero.
- Mostro: fantasma

## Mistero di Natale
Il signor Scrooge viene perseguitato dai fantasmi, i nostri amici raccolgono indizi per svelare il mistero. Ma il responsabile ipnotizza Velma per costringerla a mollare.
- Mostro: fantasma

## Nello spazio
I ragazzi si trovano misteriosamente a bordo di uno shuttle spaziale, sul quale credono di avere a che fare con una terribile infezione aliena.
- Mostro: mostro alieno

## Non disturbare
La banda dei misteri deve rifugiarsi da una bufera di neve e trova riparo in un albergo piuttosto strano. Sembra infatti che sia infestato dal fantasma della vecchia proprietaria.
- Mostro: fantasma della proprietaria d'hotel.

## Un film da urlo
I ragazzi seguono un tour guidato alla casa cinematografica Fletcher, qui trovano il fantasma di Archie Barnes, un famoso attore e regista di film muti.
- Mostro: fantasma di Archie Barnes

## Il club di maghi
La gang va all'Hocus Pocus Palace, un club di maghi, per assistere alla settimana delle audizioni dei nuovi soci. Una volta arrivati scoprono che un coniglio mutante infesta l'edificio.
- Mostro: coniglio mutante

## L'attacco di Aracne
La gang è in Grecia e si ritrova all'interno di un vecchio palazzo inseguita dalla maledetta arpia. Mentre cercano una via di fuga, Velma scopre che il palazzo risale all'epoca dell'antica Grecia e trova un libro che parla dei loro antenati.
- Mostro: Aracne

## L'ospedale abbandonato
La banda viene invitata alla festa di un'amica d'infanzia di Shaggy, Amelia. La ragazza ora fa parte di un gruppo dark, che opera in un ospedale infestato da un mostro pianta.
- Mostro: mostro pianta

## Omelette per sempre
La banda dei misteri si trova ad aiutare un agente dei servizi segreti britannici che ha la missione di impedire a un certo Bubby di eliminare la colazione da tutto il mondo.
- Mostro: Meno

## Un fantasma nella Mystery Machine
La banda dei misteri si ritrova nella città di Velasco, nella quale qualche tempo prima aveva già risolto un mistero. Sembra che una forza malvagia si sia impossessata della Mystery Machine.
- Mostro: forza malvagia

## L'uomo delle nevi
La banda va a visitare l'albergo di ghiaccio della famiglia Blake.
- Mostro: uomo delle nevi

## La notte degli orribili pantaloncini
La banda va in Florida dalla nonna di Shaggy. Nella casa di riposo, dove le nonne fanno a gara a chi ha il nipote più bravo, si aggira uno spaventoso gorilla.
- Mostro: gorilla

## Una vecchia conoscenza
La banda dei misteri indaga all'interno di una discarica. Qui Scooby incontra un vecchio compagno di canile, Axel, che ora lavora nell'unità cinofila della polizia insieme all'agente Mike.
- Mostro: mostro spazzatura

## Realtà virtuale
La banda va in viaggio per San Francisco, dove Velma dovrà incontrare il capo di un'azienda di videogiochi che vuole acquistare il vecchio codice informatico sviluppato da lei e l'amica Zara. Ma la sede è infestata dal protagonista del gioco principale dell’azienda, un malefico cuoco fantasma.
- Mostro: cuoco fantasma

## La città delle streghe
La banda va a Salem, città nota in passato per la caccia alle streghe. Qui i ragazzi dovranno smascherare il Demone di Salem.
- Mostro: demone di Salem

## Il cucciolo è mio/Il tesoro di Mezzabarba
Nonno Pop, gestore di una sala giochi per bambini in cui andava sempre Shaggy, promette alla gang di dare gratis Pizza Pop (un peluche simile a Scooby che costa 10.000 tickets che
voleva Shaggy da bambino) se loro troveranno "Pizza Opossum", ex-mascotte che ora infesta il luogo./ La banda incontra il Capitano Cutler, una loro vecchia conoscenza nemica, che li convince ad aiutarli in un mistero: un pirata fantasma, Mezzabarba, che sorveglia il suo tesoro infestando i clienti del locale del capitano.
- Mostro: Pizza Opossum (Il cucciolo è mio) e il pirata fantasma Mezzabarba (Il tesoro di Mezzabarba)

## Il mistero del professor Huh? - Prima Parte
Il Professor Huh?, famoso criminale e in realtà padre di Fred Jones, evade dalla prigione in cui era. Ma nulla è come sembra quando una vecchia amica-nemica di Fred, che ha studiato con lui la mistereologia, prova ad ingannare la polizia e a farlo incastrare per aver aiutato il padre.
- Mostro: Professor Huh

## Il mistero del professor Huh? - Parte 6¾
Dopo aver apportato qualche modifica alla Mystery Machine, Fred può salvare la banda dal razzo su cui si trovano e proseguire le indagini sul caso dell'infido Professor Huh?, che in realtà a parte i suoi crimini vuole ancora bene al figlio.